# FINN.no
FINN.no (deutsch: Finde!) ist ein norwegischer Online-Marktplatz, welcher über die Eigentümergesellschaft von Adevinta bzw. Schibsted den Zeitungen Adresseavisen, Aftenposten, Bergens Tidende, Fædrelandsvennen und Stavanger Aftenblad gehört.
Die Seite bietet einen privaten und kommerziellen Kleinanzeigenmarkt und gehört nach Anzahl der Seitenbesucher neben VG zu den größten Webseiten Norwegens. Auch penger.no und Lendo gehören zu der Firmengruppe.
Die Seite wurde im März 2000 gegründet und hat bei 200.000 Annoncen zirka 2,1 Millionen Besucher pro Monat. Im Jahr werden über Finn.no Waren in einem Gesamtwert von 260 Millionen Kronen (zirka 65 Mio. Euro) umgesetzt. Im Jahr 2017 betrug der Umsatz 1.527 Mio. Kronen und das Ergebnis 585 Mio. (EBITDA). Die entsprechenden Zahlen für 2012 beliefen sich auf 1.226 Mio. bzw. 622 Mio.
Finn.no beschäftigte Ende 2006 genau 106 Mitarbeiter, und 2019 schon über 400.